# Кисель, Якуб
Якуб Кисель (пол. Jakub Kisiel; родился 5 февраля 2003, Вышкув) — польский футболист, полузащитник клуба «Легия».

## Футбольная карьера
Якуб - уроженец польского города Вышкув, который входит в Мазовецкое воеводство. Воспитанник варшавского клуба «Полония», в 17 лет перебрался в академию «Легии». Произошло это в феврале 2020 года, прямо перед варшавским дерби, в результате чего сам Якуб подвергся резкой критике, а на стадионе фанате «Легии» всячески оскорбляли его и вывешивали уничижительные баннеры.
Несмотря на такое отношение, Якуб остался в клубе, и, спустя год, 6 февраля 2021 года дебютировал в профессиональном футболе за «Легию» в поединке чемпионата Польши против «Ракува». Футболист появился на поле на 90-й минуте вместо Лукиньяса. Всего в дебютном сезоне Якуб принял участие в трёх встречах, во всех появлялся на замену.
Также Якуб выступал за сборные Польши среди юношей до 16 и до 17 лет.

## Достижения
«Легия»
- Чемпион Польши: 2020/21